# Jean-Baptiste Brulo
Œuvres principales
La Fille mal gardée (1809)
Jean-Baptiste Brulo est un danseur, chorégraphe et maître de ballet français, né à Gand le 29 janvier 1746 et mort à une date inconnue. Il est le fils de Jean-Baptiste Brulo et de Marie-Thérèse Tabary.
Il danse à Bordeaux de 1771 à 1774, puis à Montpellier à la fin des années 1790, où son frère aîné Mathias est maître de ballet et son neveu Philippe est directeur du théâtre.
Brulo arrive à Stockholm en 1803 avec sa femme Catherine, en même temps que Filippo Taglioni. Il devient premier danseur et chorégraphe, compose plusieurs ballets pour le Ballet royal suédois, et quitte la Suède en janvier 1819 pour Copenhague.
On ignore le lieu et la date de sa mort.

## Principaux ballets
- 1804 : Le Jugement de Pâris, d'après Pierre Gardel (Stockholm)
- 1809 : Prolog med sång och baletter (Malmö)
- 1809 : De begge Qwäkarne (Malmö)
- 1809 : La Fille mal gardée, d'après Jean Dauberval (Malmö)
- 1810 : Den ädelmodige sultanen (Malmö)
- 1810 : Soliman den Andre, eller De tre sultaninnorna (Malmö)
- 1812 : La Fille mal gardée (reprise à Stockholm)
- 1812 : Atalante och Hypomene, eller Kappränningen (Stockholm)
- 1817 : Florentina och Adorno, eller Den förklädde sjö-röfvaren (Stockholm)
- 1818 : Aminthe och Mirtil, eller Den svartsjuke féen (Stockholm)
- 1819 : Den slet bevogtede Pige, d'après La Fille mal gardée de Dauberval (Copenhague)